# Распай (станция метро)
Распай (фр. Raspail) — пересадочный узел линий 4 и 6 Парижского метрополитена, расположенный в XIV округе Парижа. Назван по бульвару Распай, получившему своё имя в честь французского химика, ботаника и политика Франсуа-Венсана Распая. На станции установлены платформенные раздвижные двери.

## История
- Станция открылась 24 апреля 1906 года. Первым открылся зал, ныне входящий в состав линии 6 (на момент открытия он входил в состав бывшей линии 2 Юг, но затем, как и весь участок Шарль де Голль — Этуаль — Пляс д'Итали, дважды передавался из одной линии в другую, пока в 1942 году не вошёл в состав линии 6). 30 октября 1909 года открылся зал линии 4, в составе южного радиуса линии 4, который через несколько месяцев был объединён с северным центральным участком Шатле — Распай. В 2008 году станция подверглась реновации в стиле Мутон-Дюверне.
- Пассажиропоток пересадочного узла по входу в 2011 году, по данным RATP, составил 1 785 546 человек[2]. В 2013 году этот показатель вырос до 1 836 323 пассажиров (260 место по уровню входного пассажиропотока в Парижском метро)[3]

## Путевое развитие
- К югу от станции на линии 6 имеется пошёрстный съезд. Также на середине перегона Распай — Эдгар Кинэ располагается примыкание служебной соединительной ветви со стороны станции Вавен.

## Галерея

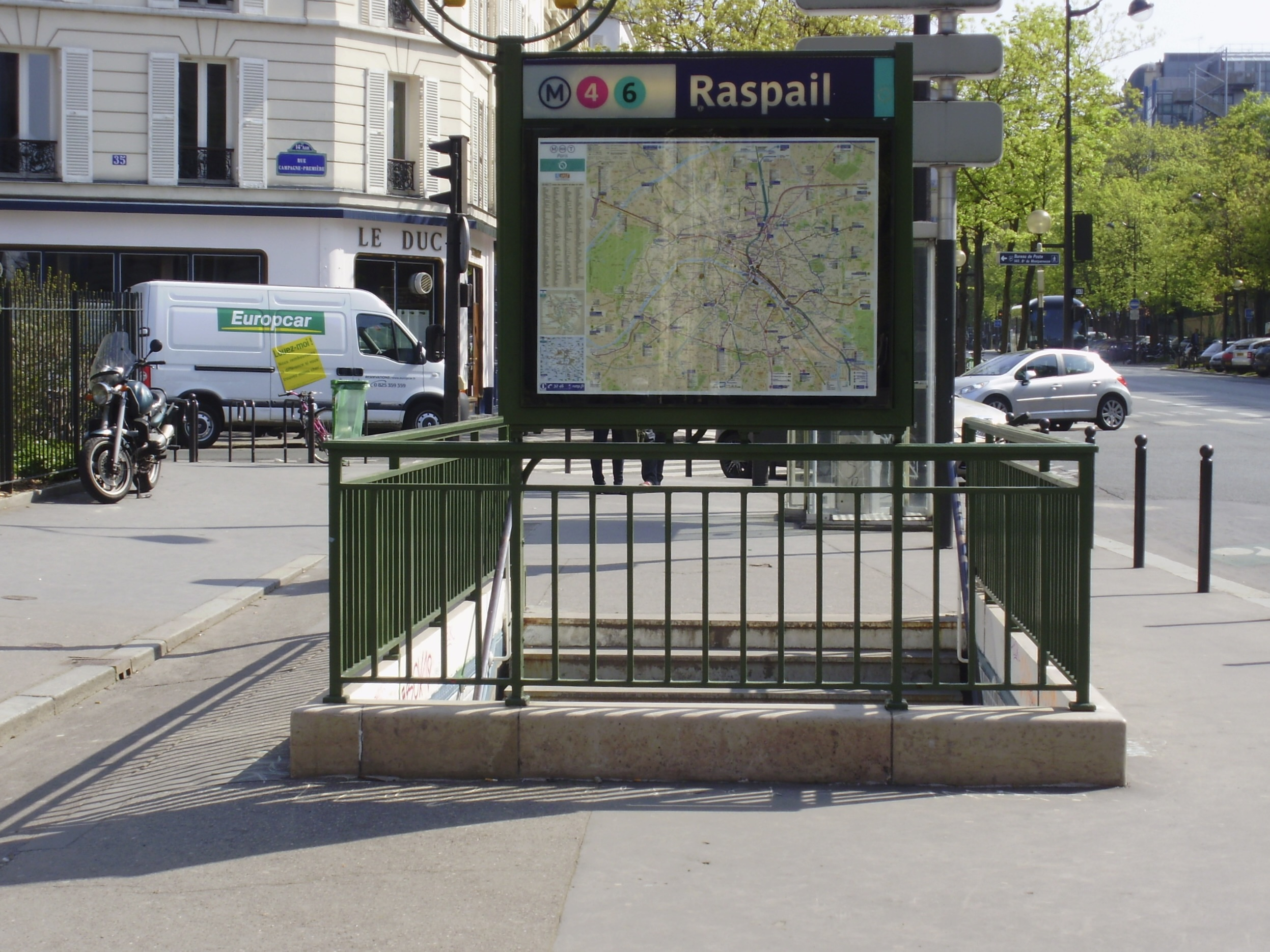
Лестничный сход
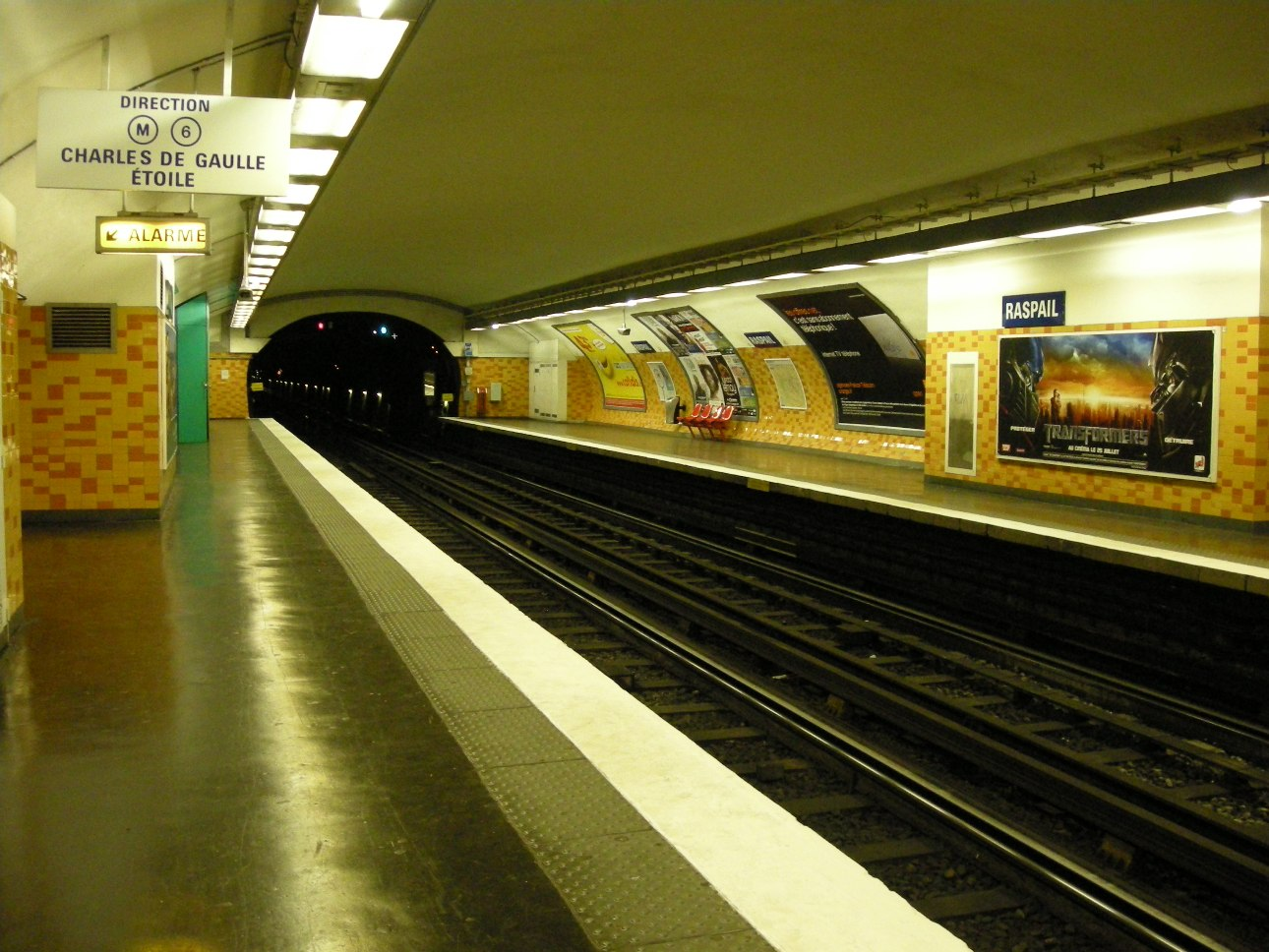
Зал линии 6